# Ernest Mühlen
Ernest Mühlen (ur. 8 czerwca 1926 w Ettelbrucku, zm. 19 marca 2014) – luksemburski polityk, ekonomista i publicysta, działacz Chrześcijańsko-Społecznej Partii Ludowej, w latach 1982–1984 minister, poseł do Parlamentu Europejskiego II kadencji, parlamentarzysta krajowy.

## Życiorys
Studiował handel, finanse i ekonomię w wyższym instytucie handlowym w Antwerpii, doktoryzował się z nauk ekonomicznych na Uniwersytecie Paryskim. W latach 1952–1973 pracował w strukturach wspólnotowych (EWWiS i EWG). Był m.in. urzędnikiem w dziale prasowym i informacyjnym, a także kierował przedstawicielstwem Komisji Europejskiej w siedzibie Europejskiego Banku Inwestycyjnego. Zajmował się też działalnością dydaktyczną jako wykładowca w Strasburgu, a także dziennikarstwem i publicystyką ekonomiczną. Był długoletnim członkiem zarządu grupy Saint-Paul Luxembourg (właściciela gazety „Luxemburger Wort”). Uzyskał członkostwo w sekcji nauk moralnych i politycznych Institut Grand-Ducal (luksemburskiej akademii nauk).
Zaangażował się w działalność polityczną w ramach Chrześcijańsko-Społecznej Partii Ludowej. W latach 1973–1979 zasiadał w radzie miejskiej Luksemburga. W 1979 objął stanowisko sekretarza stanu do spraw finansów. W grudniu 1982 w rządzie Pierre’a Wernera przeszedł na funkcję ministra rolnictwa, winogrodnictwa, gospodarki wodnej i leśnictwa, którą pełnił do lipca 1984. Od 1979 do 1984 był też przedstawicielem Luksemburga w Banku Światowym.
W latach 1984–1989 sprawował mandat posła do Parlamentu Europejskiego II kadencji. Zasiadał we frakcji Europejskiej Partii Ludowej, w latach 1985–1986 wchodził w skład jej prezydium. Pracował w Komisji ds. Stosunków Gospodarczych z Zagranicą, a później w Komisji ds. Gospodarczych i Walutowych oraz Polityki Przemysłowej. W latach 1989–1991 zasiadał w Izbie Deputowanych, po czym do 1996 reprezentował Luksemburg w radzie dyrektorów Europejskiego Banku Odbudowy i Rozwoju.